# Itame orientis
Itame orientis là một loài bướm đêm trong họ Geometridae.